# Objektiva ansvarsfrihetsgrunder
Objektiva ansvarsfrihetsgrunder innebär enligt svensk rätt att en brottslig gärning inte medför straffansvar på grund av;
- Nödvärn, eller
- Nöd, eller
- Laga befogenhet, eller
- Förmans befallning eller
- Samtycke (i vissa fall), eller
- därför att gärningen annars är att anse som socialadekvat (jfr Madeleine Leijonhufvud)[1]
- Straffrättsvillfarelse

Nödvärn, nöd, förmans befallning och samtycke kan också befria från skadeståndsansvar.
Dessa återfinns i brottsbalkens 24 kapitel.